# Anne Avery
Anne Holmberg (n. 1938 en Colorado, Estados Unidos), es una autora de novelas románticas históricas bajo el seudónimo de Anne Avery y contemporáneas bajo el seudónimo de Kate Holmes.

### Como Anne Avery

#### Novela
- A Distant Start septiembre de 1993
- All's Fair marzo de 1994
- Far Star marzo de 1995
- Hidden Hearts julio de 1996
- The Snow Queen December 1996
- Summer Fancy julio de 1997
- Fortune's Fancy febrero de 1998
- The Highwayman's Daughter May 1998
- Bartered Bride marzo de 1999
- Fire & Ice julio de 2001
- The Lawman Takes a Wife agosto de 2001
- The Bride's Revenge julio de 2002

#### Antologías en colaboración
- "Dream Seeker" in Enchanted Crossings October 1994 (con Madeline Baker y Kathleen Morgan)
- "A Dance on the Edge" in Lovescape August 1996 (con Phoebe Conn, Sandra Hill y Dara Joy)

### Como Kate Holmes

#### Novela
- Amethyst and Gold julio de 1999
- Sand Castles enero de 2000
- The Wild Swans junio de 2000

#### Antologías en colaboración
- "Marry and Her Gentlemen" in A Christmas Bouquet November 1999 (con Trish Jensen)
- Here Comes Santa Claus October 2001 (with Sandra Hill and Trish Jensen)

### Como Anne Woodard

#### Novela
- Dead Aim May 2004